# André Jung
André Jungmann Pinto, ou simplesmente André Jung (Recife, 12 de maio de 1961), é um jornalista, produtor musical e baterista brasileiro, conhecido por ter participado das bandas Titãs e Ira!.
É irmão do político Raul Jungmann, ex-ministro da Defesa.

## Biografia
Alguns anos depois de André nascer, sua família se mudou para São Paulo, devido ao golpe militar de 1964.
André tocou dois anos com Sossega Leão e fez parte dos Titãs entre 1982 e 1984, tendo participado da gravação do primeiro álbum da banda, pouco antes de sua saída.
Então entrou no Ira!, gravou todos os discos da primeira fase da banda, e inclusive cantou junto de Nasi na música "Advogado do Diabo", composta pelos dois, presente no disco PsicoAcústica de 1988, que Chico Science & Nação Zumbi costumavam tocar em seus shows.
Ao lado de Nasi, produziu em 1988, o álbum Hip-Hop Cultura de Rua, o primeiro LP de hip-hop Brasileiro.
Participou da gravação de álbuns solo de seus companheiros do Ira!, como no caso de Dream Pop do projeto Benzina, do guitarrista Edgard Scandurra. Além dos discos Uma Noite Com Nasi e os Irmãos do Blues, Os Brutos Também Amam e O Rei da Cocada Preta de Nasi e os Irmãos do Blues, e o primeiro álbum solo do vocalista, Onde os anjos não ousam pisar.
Possui uma linha de baquetas da C. Ibañez com seu nome.
Estudou jornalismo na ECA/USP e acompanha F-1 desde o final dos anos 1960. Já escreveu artigos sobre o tema na Folha de S.Paulo, comentou, ao lado de Edgard Mello Filho, corridas de Nascar na Rede Manchete e participa com frequência de programas de TV para falar de automobilismo. Criou na rádio Brasil 2000 FM, de São Paulo, o boletim diário "Velocidade on the Rock!".
Atualmente está com um novo projeto chamado Urban ToTem. Nessa nova empreitada, André não se limita a ser músico e foi além ao ser o produtor e diretor do projeto, que conta os músicos de apoio do Ira! em sua turnê acústica (Lino Crizz, vocais; Michelle Abu, bateria e percussão; Jonas Moncaio no cello; e Adriano Grineberg, teclados e baixo). A pré-promoção do álbum, que foi lançado no início de 2008, aconteceu no site MundoIRA!.
Além do Urban ToTem, Jung foi baterista da banda Futuro Antigo y Los Ultimo Tipoz, ao lado do vocalista do Ratos de Porão, João Gordo.
Foi produtor musical de artistas do pop nacional como a banda Stevens e a cantora Manu Gavassi.